# Васо Чубрилович
Ва̀со (Васа) Чубрѝлович (на сръбски: Васо (Васа) Чубриловић) е босненски сърбин, югославски политик, сръбски историк и академик.
На младини е терорист и деен участник в покушението срещу австро-унгарския престолонаследник Франц Фердинанд в Сараево, което се превръща във формален повод за започване на Първата световна война.

## Ранни години
Роден на 13 януари 1897 г. в малкото босненско градче Градишка, на границата с Хърватия. Той е най-малкото от десетте деца на Йове Чубрилович и Славка Лазаревич. Завършва основното си училище през 1908 г. в родния град. Кара гимназия в Тузла и Сараево. Под влияние на по-големите си братя Велко и Бранко Чубрилович влиза в средите на сръбските националисти и става заедно с приятеля си Цветко Попович член на младежкото формирование „Млада Босна“, където се запознава с Данило Илич.
„Млада Босна“ действа като фактическо подразделение на сръбската тайна военна организация „Черната ръка“, която планира терористични актове и покушения. Така през пролетта на 1914 г., научавайки за предстоящото посещение на австро-унгарския престолонаследник Франц Фердинанд в Босна и Херцеговина, за да наблюдава военни маневри, те набързо съставят план за неговото убийство, като ангажират с прякото изпълнение младобосненските националисти. За оперативен ръководител е избран Данило Илич.

## Сараевски атентат
На 28 юни 1914 г. след наблюдението на военните маневри Франц Фердинанд, съпругата му София Хотек и други високопоставени лица пристигат в Сараево за откриването на новия музей. Малко след 10 часа те слизат на гарата и се настаняват в колите, които ще ги откарат в центъра на града. Колите се движат бавно по изпълнените с хора сараевски улици. Гюруците са свалени, за да може населението по-добре да разгледа своите управници. Между посрещачите са застанали седмина атентатори, между които и Васо Чубрилович. Той е втори по ред, покрай когото ще мине кортежът. Първият е Мухамед Мехмедбашич, но той не влиза в действие. Васо Чубрилович също не получава добра възможност и пропуска колите. Едва третият, Неделко Чабринович, хвърля ръчната си граната по автомобилите, но не улучва и бомбата избухва в колелата на следващата след ерцхерцога кола. Колите ускоряват ход, настъпва суматоха и всички шансове за успех на начинанието изглеждат изгубени. Няколко часа по-късно Франц Фердинад и съпругата му София Хотек наистина са убити при солова акция на един от атентаторите, Гаврило Принцип, който случайно се натъква на височайшите гости, докато колата им прави завой край Латинския мост.

## Присъда
След атентата полицията бързо влиза по следите на младежкото формирование и арестува повечето му членове, включително братята Велко и Васо Чубрилович. През октомври същата година се провежда съдебен процес, на който всички участници и съидейници са обявени за виновни. Петима от тях са осъдени на обесване, като двама впоследствие са помилвани от самия император Франц Йосиф. Останалите, поради неизпълнено пълнолетие според австро-унгарските закони (навършени 21 години) или поради по-малката роля в подготовката на атентата са осъдени на дълги години тъмничен затвор. Деветима са оправдани, а един, Мухамед Мехмедбашич, успява да избяга. „Млада Босна“ е разформирована и обявена извън закона.
Васо Чубрилович е осъден на 16 години строг тъмничен затвор, а приятелят му Цветко Попович – на 13. Главните атентатори, Гаврило Принцип и Неделко Чабринович, получават по 20 години затвор, но понеже и двамата са болни от туберкулоза, умират още преди края на войната.
Големият брат на Васо, Велко Чубрилович, заедно с Данило Илич и Михайло Йованович получават най-тежка присъда – обесване. Присъдата им е изпълнена на 3 февруари 1915 г.

## След Първата световна война
През 1919 г. завършва гимназията в Сараево, а през 1922 – философския факултет на Белградския университет. Работи известно време като учител по история в Сремска Митровица, Сараево и Белград.
През 1929 г. завършва доктората си по история към Белградския университет на тема „Босненското въстание от 1875 – 1878“ (Босански устанак од 1875 – 1878).
През 1937 г. предприема друго дело в националистичен дух – написва меморандума „Изселване на арнаутите“ (Iseljavanje Arnauta), представен на правителството на Милан Стоядинович. Изхождайки от неефективността на югославската политика за сръбска колонизация на Косово след войните и сравнявайки я с етническите прочиствания в Поморавието през XIX век, той директно предлага да се изселят няколкостотин хиляди албанци от Югославия в Албания и Турция. Според него трябва „да се действа брутално, иначе туземецът, настанен върху родната си земя и аклиматизиран на нея, е винаги по-силен от колониста“. Чубрилович вижда възможност за това в нарастващото международно напрежение и в прецеденти като масовите вътрешни изселвания в Съветския съюз и гоненията срещу евреите в Германия.
През 1939 г. е професор в Белградския университет.
По време на Втората световна война е арестуван от немските окупатори за антигерманска пропаганда и пратен в концлагера в Баница, край Белград. Освободен е през 1943 г. и оттогава живее в Белград.
През 1945 г. влиза в Югославската комунистическа партия. Става министър в правителството на СФРЮ. Първо е министър на земеделието (1945 – 1946), а след това – на горите (1956 – 1950). От 1946 до 1967 г. е завеждащ катедрата по национална история във Философския факултет на Белградския университет.
През 1959 г. е член-кореспондент, а от 1961 – академик в Сръбската академия за наука и изкуство. Инициатор е и първи директор на института по балканистика към САНИ от 1969 до 1978 г.
Жени се през 1926 г. в Сараево за Радунка Анчеликович, от която има син Милош (1926 – 1987) и дъщеря Богдана. От втората си съпруга Даница Трипкович няма деца.
Умира на 11 юни 1990 г. в Белград.